# Гальжбиевка
Гальжби́евка (укр. Гальжбіївка) — село на Украине, находится в Могилёв-Подольском районе Винницкой области.
Код КОАТУУ — 0525681601. Население по переписи 2001 года составляет 1359 человек. Почтовый индекс — 24504. Телефонный код — 4336. Занимает площадь 4,696 км².

## Местная власть
24500, Винницкая область, Могилёв-Подольский р-н, г. Ямполь, ул. Замковая, 94/2